# مجموعة المحيط الصيني
مجموعة المحيط الصيني (بالإنجليزية: Sino-Ocean Group Holding Limited)‏ هي شركة استثمارية قابضة تعمل في مجال الاستثمار العقاري وأنشطة التطوير في جمهورية الصين الشعبية. تقوم الشركة بتطوير المشاريع العقارية مثل العقارات السكنية المتوسطة إلى الراقية، كما تستثمر وتدير المجمعات الحضرية ومباني المكاتب.
كما توفر إدارة الممتلكات. على سبيل المثال، تشمل خدمتها O2O المجتمعية والاستثمار في الأسهم. بالإضافة إلى ذلك، تعمل الشركة في مجال العقارات اللوجستية، والتمويل العقاري، والمعاشات التقاعدية، والصناديق العقارية، وأعمال التكنولوجيا البيئية.